# Maxblue
Maxblue (Eigenschreibweise: maxblue) ist ein Online-Brokerage-Angebot der Deutschen Bank und für die Ausführung von Wertpapierorders von Anlegern zuständig. Maxblue konzentriert sich mit seinem Angebot auf Kunden, die ihre Anlageentscheidungen selbständig treffen möchten (self-directed). Neben dem reinen Online-Brokerage ermöglicht Maxblue auch den Zugriff auf die Investment-Expertise der Deutschen Bank.

## Marke
Die Investment-Plattform wurde 1996 unter dem Namen Brokerage 24 gegründet. Die Marke Maxblue ging im Jahr 2001 an den Markt.

## Produktangebot
Gehandelt werden können Aktien, Anleihen, Fonds, Optionsscheine, Zertifikate und sonstige verbriefte Derivate an weltweit 35 Börsen sowie im außerbörslichen Handel mit 22 Handelspartnern via Direct Trade. Bestandskunden der Deutschen Bank können die Depoteröffnung mittels TAN-Verfahren (und somit ohne zusätzliches Postident-Verfahren) abwickeln. Neukunden registrieren sich mittels klassischem Postident-Verfahren oder per Videolegitimation. Zusätzlich zum Online-Handel mittels Depot können Privatanleger auch in einen Wertpapier-Sparplan investieren.

## Einlagensicherung
Das Online-Brokerage-Angebot unterliegt den für die Deutsche Bank geltenden Bedingungen. So wird die Deutsche Bank von der deutschen Finanzaufsichtsbehörde BaFin reguliert. Die Bank ist dem Einlagensicherungsfonds des Bundesverbandes deutscher Banken angeschlossen.